# Eight Belles

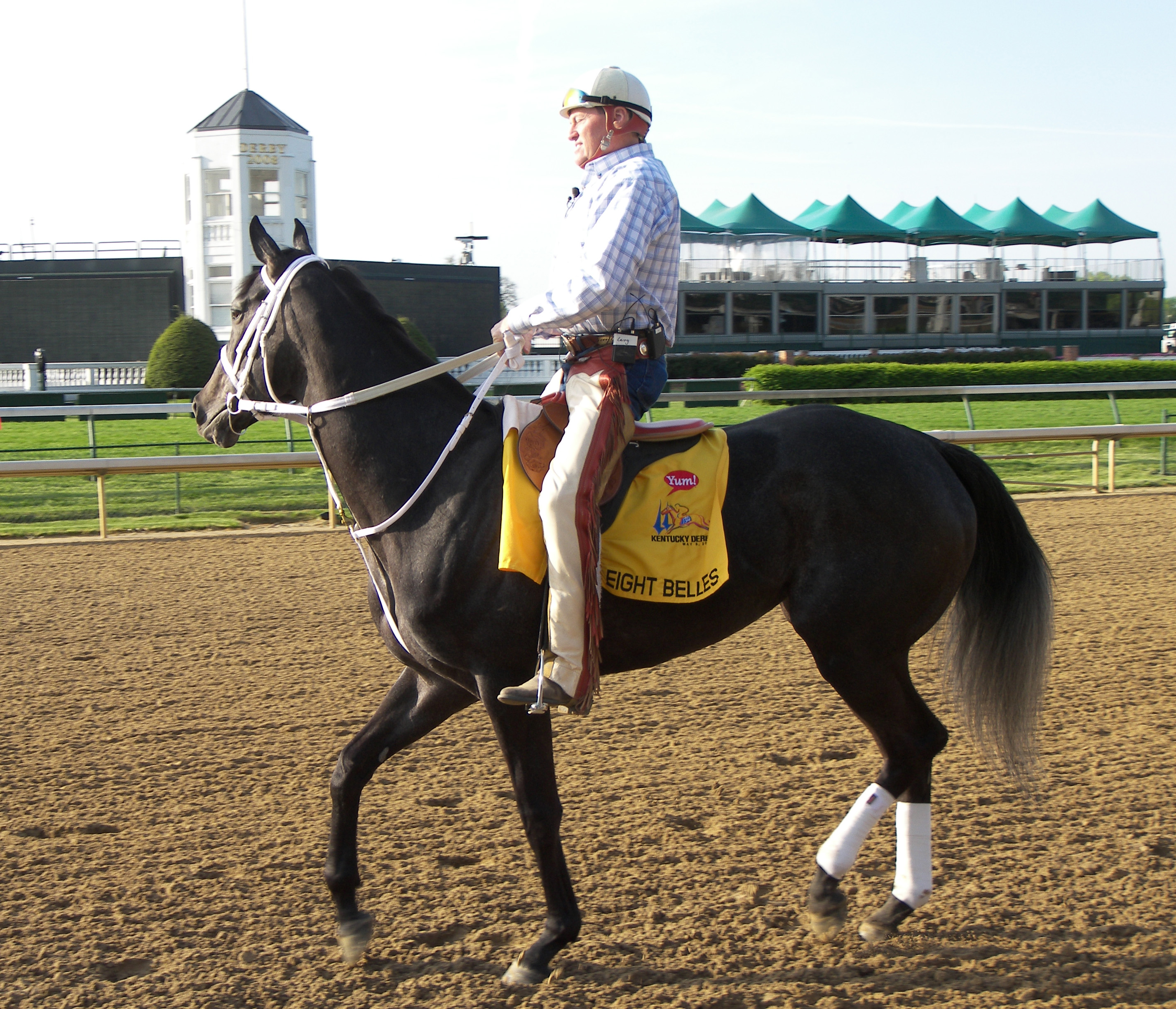
Eight Belles trenująca na torze Churchill Downs, przygotowania do 134 Kentucky Derby, 1 maja 2008 r.

Eight Belles (ur. 23 lutego 2005, zm. 3 maja 2008) – amerykańska klacz, koń wyścigowy pełnej krwi angielskiej. Ciemnosiwa córka ogiera Unbridled's Song i klaczy Away. Zasłynęła ze zdobycia drugiego miejsca w 134. Kentucky Derby, gdzie uległa nieuleczalnej kontuzji i została uśpiona. Trenował ją J. Larry Jones.

## Życiorys
Jako roczniak została zakupiona na aukcji przez Fox Hill Farms za sumę 375 tysięcy dolarów. Zadebiutowała we wrześniu 2007 roku na torze Del Mar, gdzie dobiegła jako druga. W kolejnym starcie ukończyła bieg jako trzecia. 15 dni później udało jej się wygrać jej pierwszy wyścig – gonitwę Maiden Special Weight. Na tor wróciła w lutym 2008. Rozpoczęła sezon od zwycięstwa w Martha Washington Stakes, gdzie osiągnęła przewagę 13½ długości. Tym samym pobiła rekord. Następnie zwyciężyła w Honeybee Stakes i Fantasy Stakes. Dzięki temu udało jej się zakwalifikować do Kentucky Derby.

## Kentucky Derby i śmierć

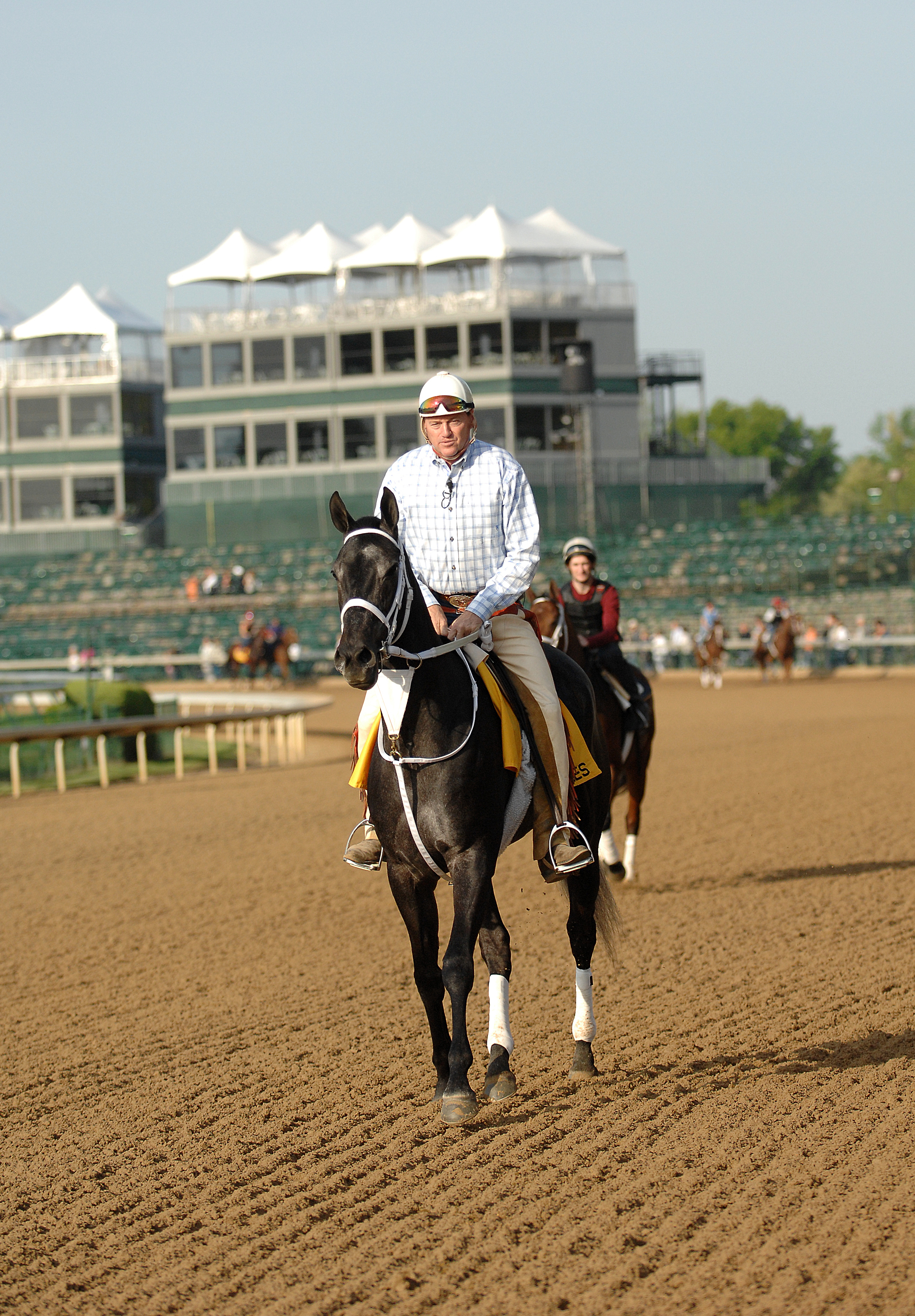
Eight Belles na Churchill Downs, 1 maja 2008.

3 maja 2008 roku Eight Belles pobiegła w Kentucky Derby, gdzie bardzo rzadko ścigają się klacze. Stanęła do walki z 19 ogierami. Ukończyła wyścig jako druga, dobiegając kilka długości za koniem Big Brown. Ok 200 metrów po przebiegnięciu przez metę, Eight Belles padła na tor – najprawdopodobniej zahaczyła przednimi kopytami o tylne, a przy upadku złamała dwie przednie nogi. Jej trener uważał, że Eight Belles była taka szybka dzięki temu, że nigdy nie podnosiła nóg wysoko, ale przez to była bardziej narażona na właśnie takie wypadki. Klacz została uśpiona na torze. Dr Larry Bramlage stwierdził, że stan Eight Belles był zbyt poważny, by nawet próbować zabrać ją z toru. Dwa lata wcześniej podobnego urazu doznał Barbaro, jednak jego stan nie był aż tak beznadziejny. Sekcja zwłok klaczy wykazała brak mazi stawowej w uszkodzonych obszarach, krwotok z lewej części tarczycy i zator płucny. Miała także posiniaczoną głowę. Wszystko to było najprawdopodobniej skutkiem upadku. Jej śmierć wywołała liczne kontrowersje, zaczęto pisać o okrucieństwie tego sportu. Szczególnie zaangażowała się w to PETA, oskarżając trenera klaczy o okrucieństwo. Eight Belles została pochowana i upamiętniona w ogrodzie Kentucky Derby Museum na Churchill Downs. Właściciele Big Browna orzekli, że to właśnie ona była prawdziwą zwyciężczynią tego wyścigu.